# Passer gongonensis
Passer gongonensis е вид птица от семейство Врабчови (Passeridae).

## Разпространение
Видът е разпространен в Етиопия, Кения, Сомалия, Судан, Танзания и Уганда.